# Cossano Canavese
Cossano Canavese (Cossan in piemontese, pronuncia /kuˈsan/) è un comune italiano di 411 abitanti della città metropolitana di Torino in Piemonte.

## Geografia fisica
Il piccolo territorio comunale di Cossano si estende per poco più di 2 km sia in senso nord-sud che in senso est-ovest; fa parte della fascia del Canavese posta al confine con la pianura vercellese.
La quota massima si tocca nella zona sud del comune sulla collina della Lusenta (450 m s.l.m.), appartenente all'Anfiteatro morenico d'Ivrea. Il punto più basso del territorio comunale è invece a nord presso la cascina Roiera (232 m s.l.m.), al confine con il comune di Settimo Rottaro.

## Note

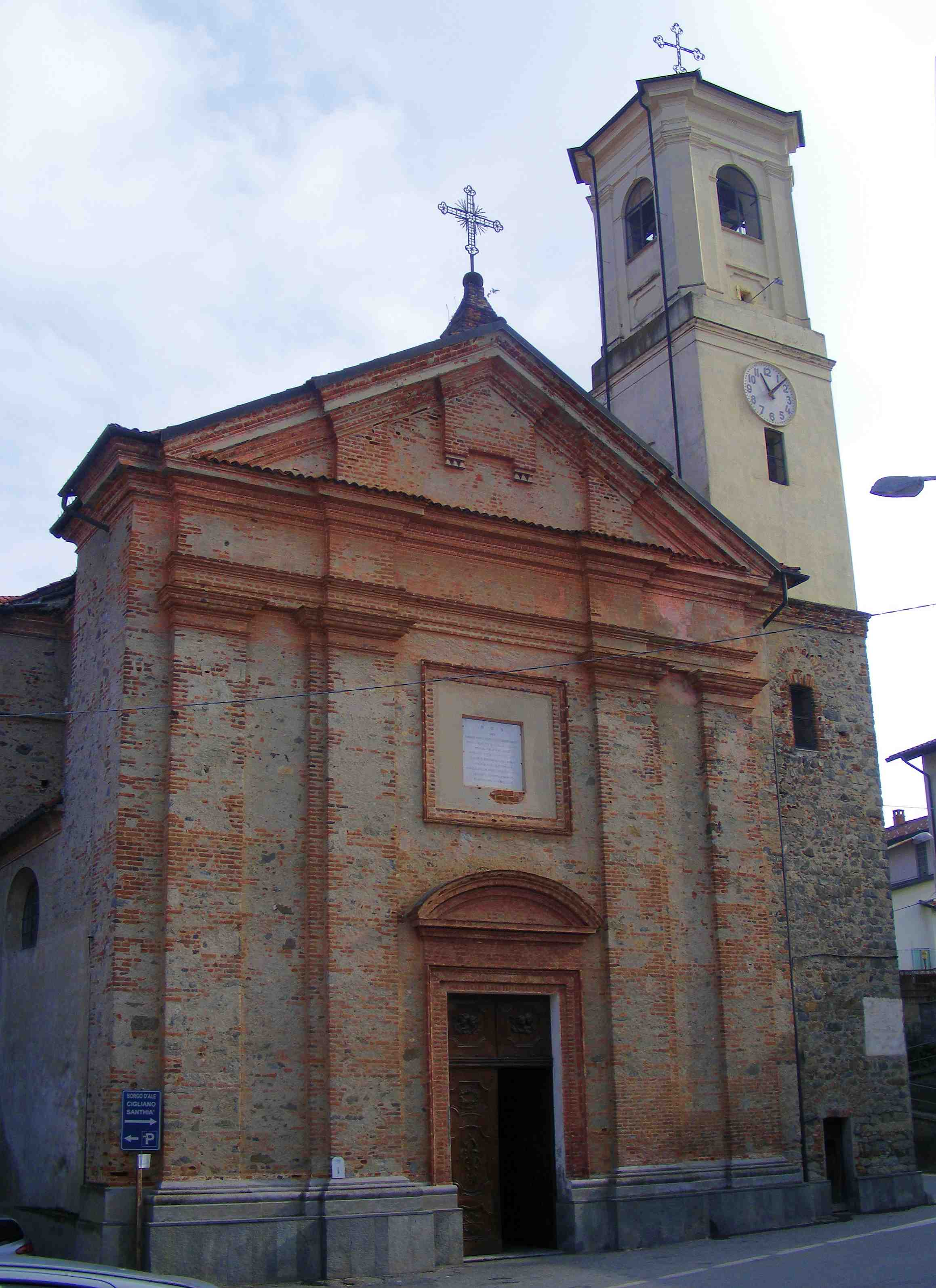
La chiesa parrocchiale

## Società

### Evoluzione demografica
Abitanti censiti

## Amministrazione

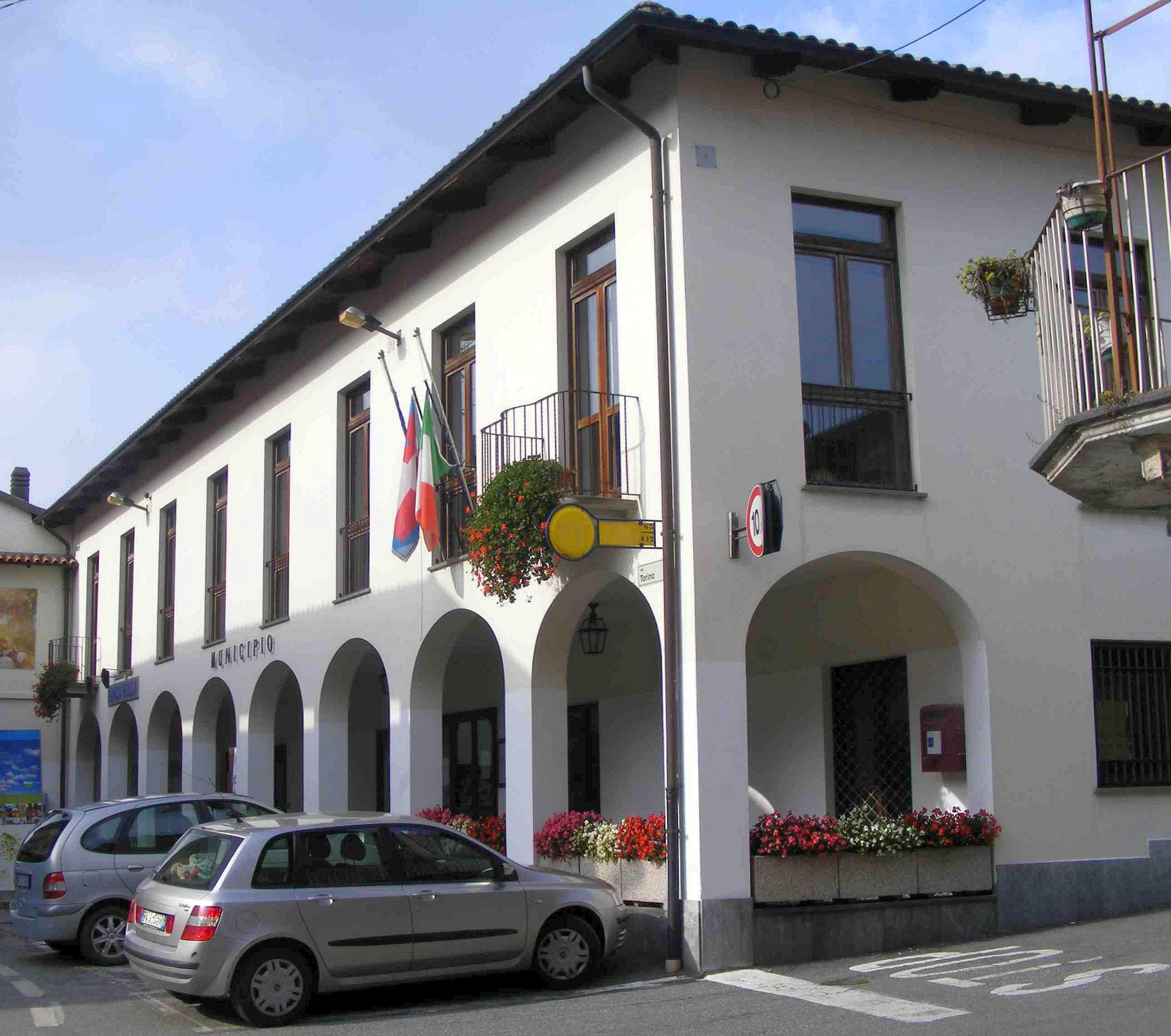
Il municipio

| Periodo | Periodo   | Primo cittadino           | Partito                   | Carica  | Note |
| ------- | --------- | ------------------------- | ------------------------- | ------- | ---- |
| 2004    | 2009      | Giovanni Stefano Gianotti | lista civica              | Sindaco |      |
| 2009    | 2014      | Giovanni Stefano Gianotti | Pensionati                | Sindaco |      |
| 2014    | 2019      | Alberto Avetta            | lista civica Indipendenti | Sindaco |      |
| 2019    | in carica | Aurelia Siletto           | lista civica Indipendenti | Sindaco |      |